# Escola de pilots de caça de Lípetsk
L' escola de pilots de caça de Lípetsk (alemany: Kampffliegerschule Lipezk), també coneguda com WIWUPAL pel seu nom en clau alemany Wissenschaftliche Versuchs- und Personalausbildungsstation "Estació de formació científica experimental i de personal", va ser una escola secreta d'entrenament per pilots de caça operada per la Reichswehr alemanya a Lípetsk, Unió Soviètica. Com que Alemanya tenia prohibida pel Tractat de Versalles disposar de força aèria, va buscar mitjans alternatius per continuar l'entrenament i el desenvolupament de la futura Luftwaffe al que és avui dia la base aèria de Lípetsk.

## Rerefons

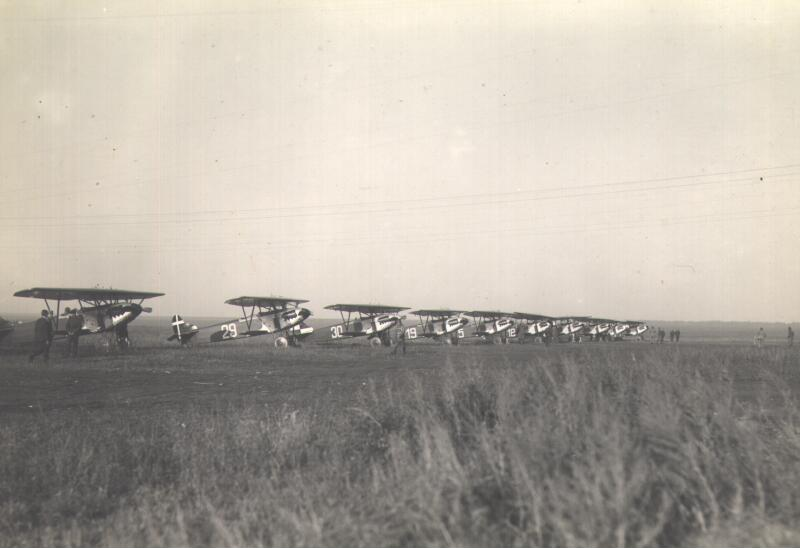
Un grup de Fokker D.XIII a Lípetsk

El Tractat de Versalles, signat el 28 de juny de 1919, va prohibir a Alemanya disposar de qualsevol força aèria després que el país fos derrotat a la Primera Guerra Mundial. Inicialment també se li va prohibir la producció i importació de qualsevol tipus d'aeronau. El 1922, es va aixecar el veto als avions civils i Alemanya va produir, de nou, avions, després que el 1923 recuperessin el control del seu espai aeri. L'obtenció o producció d'aeronaus militars va romandre prohibida.
L'exèrcit alemany, el Reichswehr, era molt conscient del valor de la guerra aèria i estava decidit a no quedar-se enrere en coneixements i entrenament. Amb aquesta finalitat es van explorar mitjans alternatius fora d'Alemanya.
Alemanya va normalitzar les seves relacions amb la Unió Soviètica l'any 1922 amb la signatura del Tractat de Rapallo. Per aquell temps, tots dos països estaven marginats per la comunitat internacional.
Inicialment, Alemanya no tenia intenció de trencar el Tractat de Versalles. No obstant això, aquesta actitud va canviar l'any 1923 quan les tropes franceses i belgues van ocupar la zona del Ruhr arran de l'impagament alemany dels deutes de reparació imposats. A conseqüència del Ruhrkampf (l'ocupació del Ruhr) l'exèrcit alemany va encarregar la compra de 100 nous avions Fokker als Països Baixos, entre ells 50 Fokker D.XIII recentment desenvolupats. A més, l'Armada alemanya també va encarregar un petit nombre d'avions.
Amb el final del Ruhrkampf al setembre, Alemanya no va saber com fer servir els avions que havien de ser lliurats l'any 1924. Alemanya va adreçar-se a la Unió Soviètica que va mostrar interès a permetre que el país germànic desenvolupés avions a territori soviètic; el fabricant alemany Junkers ja disposava d'una fàbrica d'avions militars prop de Moscou des de 1923.
El juny de 1924, el coronel retirat Hermann von der Lieth-Thomsen es va convertir en representant permanent del Truppenamt de la Reichswehr, l'Estat Major secret de l'exèrcit alemany, a Moscou. Alhora, set instructors alemanys van ser enviats a la Força Aèria Roja. El 15 d'abril de 1925, Lieth-Thomsen va signar un contracte per establir una escola de pilots de caça alemanya a Lípetsk.

## Escola de caça
Es van fer grans obres per preparar l'escola alemanya de pilots de caça, a la base aèria de Lípetsk. Va estar en funcionament de del 1926 fins a l'any 1933. El juny de 1925 la base estava preparada per les operacions de vol però la formació de pilots alemanys només va ser possible a partir de la primavera de 1926. La nova escola, fins al seu tancament, va formar fins a 120 pilots de caça, més de 300 personal de terra i 450 administratius i instructors, que, al seu torn, van poder fer d'instructors quan es va crear la nova Luftwaffe alemanya el 1935. Les instal·lacions també es van fer servir per entrenar pilots soviètics i per desenvolupar nous mètodes de bombardeig. En un estiu normal, fins a 140 alemanys es formaven a Lípetsk, un nombre que, durant l'hivern, es reduïa a uns 40. A més, es van fer servir fins a 340 treballadors soviètics amb un pressupost anual de 4 milions de Reichsmark (equivalent a 15 milions d'euros de l'anya 2021) en el seu punt àlgid el 1929. El nom alemany disfressat de la instal·lació, abreujat amb la contracció WIWUPAL, era Wissenschaftliche Versuchs-und Prüfanstalt für Luftfahrzeuge (Institut d'Investigació Científica i de Proves d'Aeronaus).
A més de l'escola de Lípetsk, Alemanya va operar una escola de tancs, la Panzerschule Kama (1926–33) i una instal·lació de guerra de gas, Gas-Testgelände Tomka (1928–31) a la Unió Soviètica.

## Tancament
A principis de la dècada de 1930, la situació política de l'escola de vol va començar a canviar. La Unió Soviètica es va obrir a Occident mentre Alemanya intentava apropar-se més a França. A més, els soviètics estaven descontents per la manca de desenvolupament de l'escola.
El desembre de 1932, Alemanya va aconseguir ser admesa a la Conferència de Ginebra, fent que l'escola de caça fos innecessària. Amb l'ascens del partit nazis al poder el gener de 1933, l'escletxa ideològica entre l'Alemanya feixista i la Unió Soviètica comunista es va fer massa gran i l'escola de caça de Lípetsk es va tancar el 15 de setembre de 1933.

## En la cultura popular
L'escola de caça de Lípetsk es fa referència a la sèrie dramàtica alemanya Babylon Berlin, temporada 2 - episodis 3, 4, 5 i 6.